# Aussenwacht

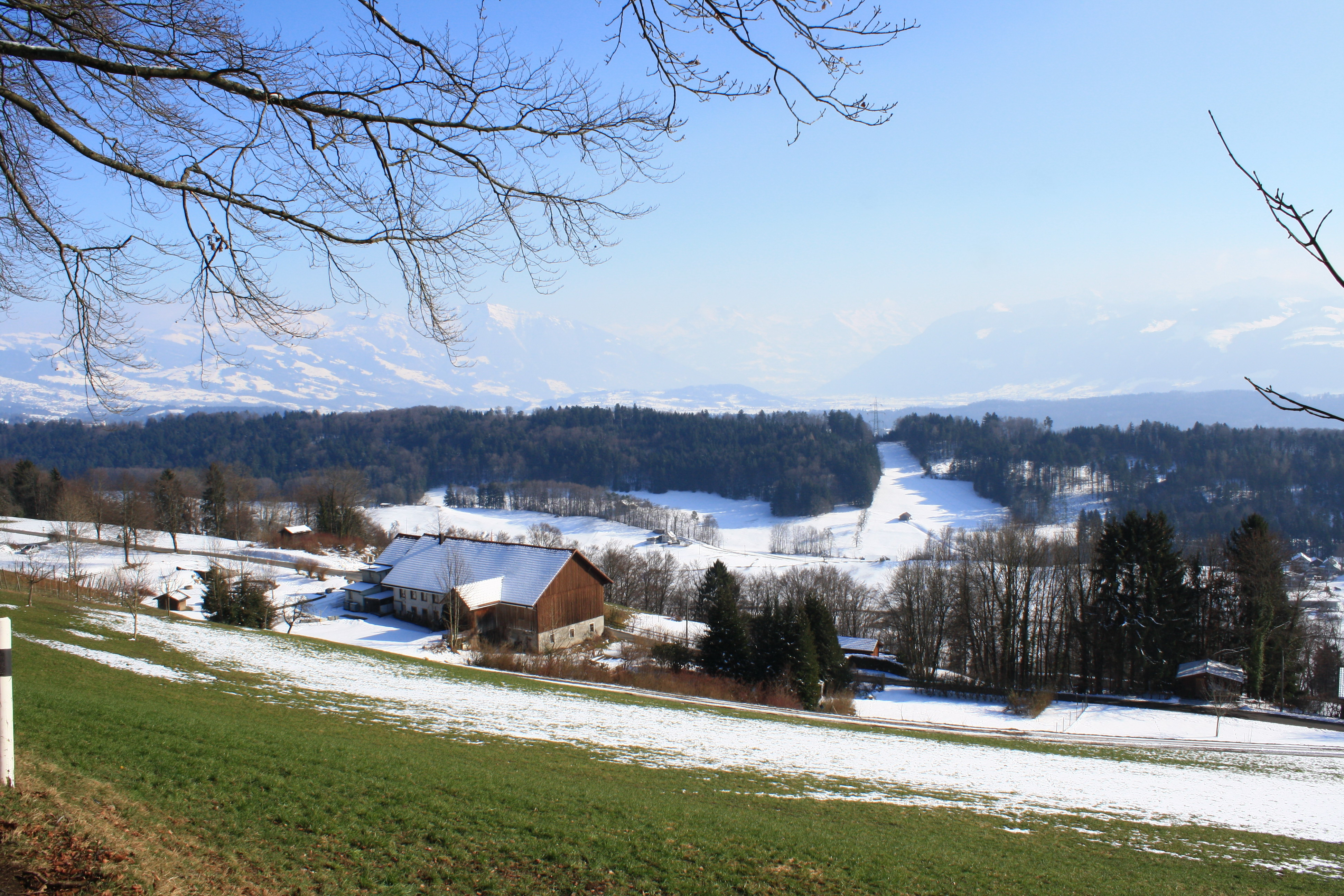
Aussenwacht Hiltisberg bei Wald

Eine Aussenwacht bezeichnet im zürcherischen Raum in der Schweiz einen Weiler, der von der Grösse her kein eigenes Dorf darstellt bzw. nicht über die Infrastruktur eines solchen verfügt. Aussenwachten liegen in einiger Entfernung von der «Muttergemeinde», der sie angehören. Vielfach gibt es in einer Aussenwacht ein Restaurant oder eine Schule, jedoch fehlen Lebensmittelgeschäfte und ähnliche wesentliche Bestandteile einer kompletten Infrastruktur.
Die Stadt Winterthur besitzt mehrere solcher Aussenwachten wie beispielsweise Reutlingen, Stadel, Iberg, Ricketwil, Neuburg oder Sennhof. Weitere Aussenwachten gibt es in Gemeinden der Region Winterthur wie um Hagenbuch ZH oder in Gemeinden des Zürcher Oberlandes wie um Wald, Bauma oder Bäretswil.
Aussenwachten besitzen, anders als die früheren zürcherischen Zivilgemeinden, keine innere Autonomie und bilden auch keine rechtliche Entität. Viele der Aussenwachten stellten in der Vergangenheit jedoch eigene Zivilgemeinden dar.